# Comté de Prince William
Pour les articles homonymes, voir Prince William.
Le comté du Prince-William (Prince William County) est un des comtés du Commonwealth de Virginie aux États-Unis. Au recensement de 2000, sa population était de 280 813 habitants. Le siège du comté se trouve dans la ville de Manassas. Il est nommé d'après William Augustus de Cumberland.
Le comté fait partie de la région métropolitaine de Washington.

## Municipalités du comté
- Woodbridge,